# Ed Whitlock
Ed Whitlock (Londres, 6 de março de 1931 – Toronto, Canadá, 13 de março de 2017) foi um maratonista canadense, considerado o primeiro ser humano com mais de 70 anos que conseguiu correr uma maratona em menos de três horas com um tempo de 2:59:10 em 2003.

## Biografia
Whitlock, que já praticava atletismo na adolescência, parou por uns 20 anos e voltou a correr depois dos 40 anos, se tornou a primeira pessoa mais velha a correr uma maratona em menos de 3 horas em 2000 na idade 69 com um tempo de 2:52:47. Desde então, ele continuou a alargar esse recorde, e mais recentemente aos 74 anos com um tempo de 2:58:40. Seu melhor tempo acima dos 70 anos foi de 2:54:48 na idade de 73 anos, este tempo é o atual recorde mundial para os homens de 70 a 74. Em 2006 ele conseguiu bater o recorde mundial para o grupo etário de 75-79 com o tempo de 3:08:35 na Maratona Toronto Waterfront e na Maratona de Roterdão em 15 de abril de 2007, Ed baixou o recorde com a marca de 3:04:54.
Whitlock também concorre na pista, até 2007 ele obteve 13 recordes mundiais na sua faixa etária variando em distâncias de 1 500m a 10 000m e grupos etários 65+ (igual ou maior que 63 anos), 70+ e 75+.
Whitlock nasceu em Londres, Inglaterra, e mais tarde mudou-se para o Canadá, para prosseguir na carreira de engenharia, ele obteve graduação na Royal School of Mines, Imperial College, Inglaterra. Ele residiu em Milton, Ontario até sua morte.
Morreu em 13 de março de 2017, aos 86 anos, de câncer de próstata.